# Yashima-ji
Le Yashima-ji (屋島寺) est un temple bouddhiste Shingon situé dans la ville de Yashima, plateau de lave au nord-est de Takamatsu, préfecture de Kagawa au Japon. Temple branche du Ninna-ji de Kyoto, Yashima-ji est le 84e des 88 temples de la route du pèlerinage de Shikoku. Il aurait été fondé en 754 par Ganjin comme temple de l'école Ritsu et aurait été converti par Kōbō Daishi,. Le Hon-dō carrelé de style irimoya-zukuri de 5x5 baies (1618) est désigné bien culturel important du Japon,. Une statue en bois de Senjū Kannon assise datant de l'époque de Heian et la cloche du temple (1223) sont aussi désignées biens culturels importants,,,. Il existe un musée des trésors du temple avec des objets en relation avec la bataille de Yashima.

## Source de la traduction
- (en) Cet article est partiellement ou en totalité issu de l’article de Wikipédia en anglais intitulé « Yashima-ji » (voir la liste des auteurs).

- Yashima-ji sur OpenStreetMap